# Ortoiroïdecultuur
De Ortoiroïdecultuur vertegenwoordigde de tweede golf van menselijke kolonisten in het Caribisch gebied, die hun migratie naar de Antillen rond 2000 v.Chr. begonnen. Zij werden voorafgegaan door de Casimiroïdecultuur (~4190-2165 v.Chr.). Men neemt aan dat zij afkomstig zijn uit de Orinoco-vallei in Zuid-Amerika en van Trinidad en Tobago tot Puerto Rico naar de Antillen zijn gemigreerd. De naam "Ortoiroïde" komt van Ortoire, een schelpenhoop in het zuidoosten van Trinidad. Ze worden ook wel Banwaroïden genoemd, naar een andere archeologische vindplaats in Trinidad. 

## Vestigingspatronen
Er wordt aangenomen dat de Ortoiroïden zich in Zuid-Amerika hebben ontwikkeld voordat ze naar de West-Indië verhuisden. De vroegste C14-datering voor de Ortoiroïdecultuur is 5230 v.Chr. uit Trinidad. 
De twee vroegste Ortoiroïde-sites in Trinidad zijn Banwari Trace en St. John's Road, South Oropouche, die dateren uit ten minste 5500 v.Chr. In die tijd was Trinidad mogelijk nog verbonden met het vasteland van Zuid-Amerika.
De meeste archeologische vindplaatsen die verband houden met de Ortoiroïden zijn te vinden in de buurt van of aan de kust. Tobago heeft minstens één Ortoiroïde-vindplaats, Martinique heeft er twee en Antigua heeft 24 Ortoiroïde schelpenhoop-sites. De Ortoiroïden vestigden zich op Saint Kitts van 2000 v.Chr. tot 400 v.Chr. De schelpenhopen van Banwari Trace en St. John zijn gedateerd tussen 6000 en 5100 v.Chr. Deze afzettingen, bestaande uit weggegooide schelpen, botten en stenen werktuigen, vertegenwoordigen uitgebreid gebruik van schaaldieren als voedselbron, evenals het gebruik van stenen en botten werktuigen door menselijke bewoners. Ze worden beschouwd als behorend tot de Ortoiroïdecultuur.
In het noorden zijn twee verschillende Ortoiroïde subculturen geïdentificeerd: de Corosocultuur, die floreerde van 1500 v.Chr. tot 200 n.Chr., en de Krum Baycultuur, die van 1500 tot 200 v.Chr. duurde. De Coroso leefden in Puerto Rico, waar de oudst bekende vindplaats de Angostura-site is, daterend uit 4000 v.Chr. De Krum Bay-mensen leefden op de Maagdeneilanden. De Krum Baycultuur, die ontstond tussen 800 v.Chr. en 225 v.Chr., strekte zich ook uit tot Saint Thomas. 
De Ortoiroïden worden beschouwd als de eerste kolonisten van de archipel van Puerto Rico. Echter, recent onderzoek van gegevens, artefacten en landbouwkundig bewijs en aannames over de cultuur leverden een complex beeld op. 

## Leefwijzen en materiële cultuur
De Ortoiroïden waren jagers-verzamelaars. Resten van schelpdieren zijn gevonden op Ortoiroïde-vindplaatsen, wat erop wijst dat ze een belangrijk deel van hun dieet vormden. Dit dieet omvatte ook schildpadden, krabben en vissen. 
Ze zijn bekend door hun stenen werktuigen, maar hadden geen keramiek. Ortoiroïde artefacten omvatten speerpunten van bot, geperforeerde dierentanden die als sieraden werden gedragen, en stenen werktuigen zoals manos en metates, netgewichtjes, stampers, hakstenen, klopstenen en kiezels die werden gebruikt om te malen. 
De Ortoiroïden leefden in grotten en in de open lucht. Ze begroeven hun doden in de grond onder schelpenhopen. Op sommige plekken werd rode oker gevonden, mogelijk gebruikt voor lichaamsbeschildering. 

## Neergang
De Ortoiroïden werden in de Caraïben verdreven door de Saladoïden. In veel regio's verdwenen ze rond 400 v.Chr.; de Corosocultuur bleef echter bestaan tot 200 n.Chr. 